# Тараканище (мультфильм, 1963)
«Тараканище» — советский музыкальный рисованный мультипликационный фильм 1963 года.

## Сюжет
По сказке Корнея Чуковского о страшном-престрашном Тараканище, который до смерти напугал всех зверей, но был проглочен обыкновенным маленьким воробушком.

## Создатели
| Автор сценария             | Владимир Сутеев |
| Режиссёр                   | Владимир Полковников |
| Художник-постановщик       | Гражина Брашишките |
| Композитор                 | Александр Варламов |
| Оператор                   | Нина Климова |
| Звукооператор              | Николай Прилуцкий |
| Художники-мультипликаторы: | Анатолий Петров, Вадим Долгих, Михаил Ботов, Антонина Коровина, Борис Чани, Анатолий Солин                                                   |
| Роли озвучивали:           | Сергей Цейц — Тараканище Юрий Филимонов — Корней Чуковский Нина Никитина — кенгуру Алексей Грибов — гиппопотам Лидия Королёва — Дикая корова |